# Агда Монтеліус
Агда Георгіна Доротея Монтеліус (швед. Agda Georgina Dorothea Montelius), до шлюбу Рейтерскіельд (Reuterskiöld; 1850–1920) — шведська феміністка і філантропка.

## Біографія
Народилася 23 квітня 1850 року в Кепінгу, у родині міністра оборони країни, генерал-лейтенанта Александра Рейтерскіельда та його дружини Анни Шенстрьом (Anna Schenström).
Навчалася в жіночій школі Hammarstedtska flickpensionen у Стокгольмі. Стала провідною представницею асоціації філантропів Швеції на рубежі 1900-х років; очолювала ряд жіночих асоціацій — Maria skyddsförening, New Idun і Föreningen för välgörenhetens ordnande в 1889—1911 роках; входила до правлінь таких товариств, як: Sällskapet för uppmuntran av öm och sedlig modersvård, Centralförbundet för socialt arbete і Svenska fattigvårdsförbundet.

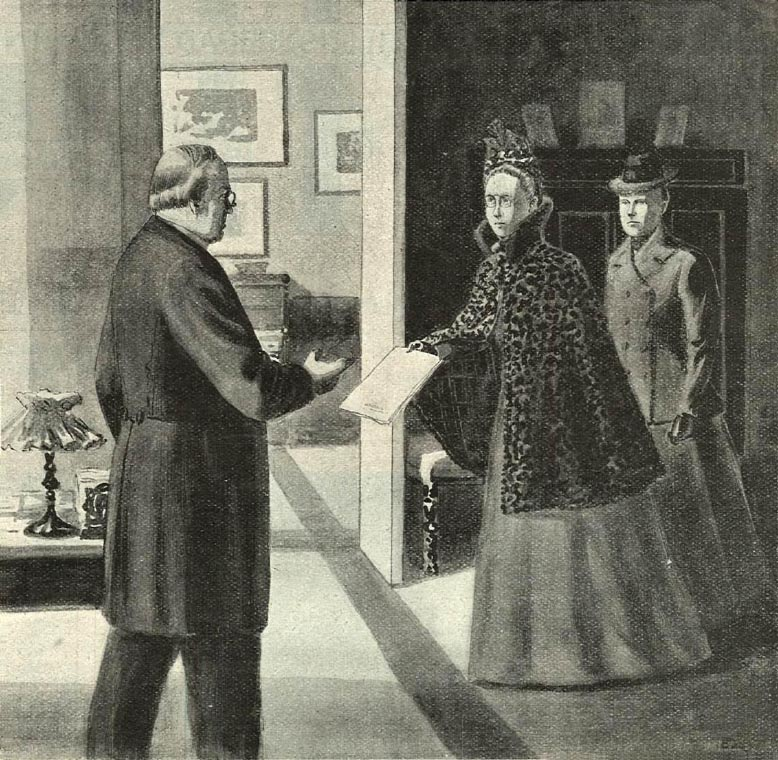
Агда Монтеліус і Гертруда Адельборг передають суфражистську петицію Еріку Бустрему

У 1886 році Агда Монтеліус стала членкинею жіночої організації «Асоціація Фредрики Бремер» (Fredrika Bremer Förbundet, FBF), а в 1895 році — її віцеголовою. Монтеліус активно брала участь в боротьбі за право голосу для жінок. У 1899 році делегація FBF під керівництвом Монтеліус передала прем'єр-міністру Швеції Еріку Бустрьому пропозицію щодо надання виборчого права жінкам.
У 1902 році була заснована Шведська національна асоціація з виборчого права жінок (Landsföreningen för kvinnans politiska rösträtt, LKPR). Монтеліус була членкинею цієї організації та консультанткою в урядовому комітеті з реформування закону про права у шлюбі (в 1912 році), що в кінцевому підсумку, в 1920 році, призвело до того, що чоловік і дружина отримали рівні права в шлюбі.
У 1910 році Агда Монтеліус була удостоєна нагороди Ілліс кворум, яку вручають за видатні заслуги у шведській культурі, науці та суспільстві.
Померла 27 жовтня 1920 року в Стокгольмі.

### Особисте життя
20 вересня 1871 року одружилася з археологом, членом Шведської академії Оскаром Монтеліусом.
За життя мала захворювання очей, внаслідок чого втратила одне око.
Похована на стокгольмському Північному кладовищі (Норра бегравнінгсплатсен).
У шведському архіві Antikvarisk-topografiska arkivet зберігається колекція особистих документів подружжя, яка включає в себе переписку між ними та рукописи Агди Монтеліус.